# Seimata Chilia
Seimata Chilia (2 agosto 1978) è un ex calciatore vanuatuano, di ruolo centrocampista.

## Carriera

### Club
Ha giocato nei campionati nazionali di Tahiti, Figi e Australia.

### Nazionale
Conta 29 presenze con la maglia della propria Nazionale.